# Lapenty
Lapenty település Franciaországban, Manche megyében. Lakosainak száma 382 fő (2022. január 1.). Lapenty Moulines, Grandparigny, Buais-les-Monts, Mortain-Bocage és Saint-Hilaire-du-Harcouët községekkel határos.

## Népesség
A település népességének változása:
| Lakosok száma | 696  | 525  | 468  | 439  | 413  | 387  | 369  | 364  | 370  | 382  |
|               | 1968 | 1982 | 1990 | 2006 | 2013 | 2015 | 2017 | 2019 | 2020 | 2022 |